# Mucu-Hiučidake
Mucu-Hiučidake je neaktivní stratovulkán, nacházející se na japonském ostrově Honšú, na poloostrově Šimokita. Je to nejseverněji položený vulkán ostrova.
Stáří převážně dacitového stratovulkánu se odhaduje na pleistocén (700 000 až 50 000 let), v současnosti jeví jen fumarolickou aktivitu.